# La Mouette (téléfilm, 1966)
Pour les articles homonymes, voir La Mouette.

La Mouette est un téléfilm français réalisé par Gilbert Pineau, d'après la pièce de théâtre d'Anton Tchekhov, diffusé le mardi 5 avril 1966 sur la première Chaîne de l'ORTF.

## Synopsis
En Russie, à la fin du XIXe siècle, une jeune fille vit au bord d'un lac depuis son enfance. Elle aime ce lac comme une mouette, et comme une mouette, elle est heureuse et libre.
Mais un homme arrive : par hasard, par désœuvrement, il l'anéantit.
Beaucoup de personnes gravitent autour d'elle. Ce sont des êtres tourmentés par un idéal disproportionné à leurs forces. Avides de nouveautés, mais incapables de réaliser leurs rêves, ils sont rongés par la mélancolie. Quand, d'aventure, ils rencontrent le succès, ils n'en restent pas moins écrasés par le sentiment de leur inutilité.

## Fiche technique
- Réalisation : Gilbert Pineau
- Auteur : Anton Tchekov
- Directeur de la photographie : André Villard
- Chef décorateur : Jean-Baptiste Hugues
- Costumes : Yvonne Sassinot

## Distribution
- Roger Crouzet : Medvedenko
- Inès Nazaris : Macha
- Harry-Max : Sorine
- Robert Etcheverry : Kostia
- Fred Personne : Yacov
- Anna Gaël : Nina
- Élisabeth Hardy : Pauline
- Michel Vitold : Dorn
- Hella Petri : Arkadina
- Jean-Louis Le Goff : Chamroev
- Renaud Mary : Trigorine
- Georges Adet : le cuisinier

## Sources
- Télé 7 jours, n°315 du 2 avril 1966